# Вусай, Агнеса
Агнеса Вусай родилась 8 февраля 1986 в городе Исток. Она была избрана в 2003 Мисс Косово и в 2005 Мисс Вселенная Албания
Работала волонтёром Красного Креста в Косове, помогая бедным семьям, сиротам и другим детям. Также работала в НПО «Vision» в своём родном городе Истоке. Избрана Мисс Косово 2003, с чем её поздравил президент Ибрагим Ругова.
Агнеса была судьей на конкурсе «мисс Косово 2006», прошедшем 23 сентября 2006. Для конкурса она выбрала фотографа Фадила Беришу.
26 октября 2006, Агнеса была назначена сотрудником по вопросам информации в офисе Неджата Дачи, кандидата на пост президента от Демократической лиги Косово. Sejdë Tolaj, один сторонников Неджата Дачи, сказал Вусай приветствуется в команде. "Это правильный человек в нужном месте. Для нас интересно работать с ней, — сказал он. Толай признал, что Вусай очень красива, что является одним из плюсов, команды Дачи и приведет много людей, в поддержку бывшего президента Республики Косово. «Она хороший оратор, человек политики».
Агнес Вусай учится в двух частных университетах: «Современное образование» (AAB) и колледж «Славы». В обоих университетах, она ничего не платит за обучение, так есть возможность учиться бесплатно, которую ей обеспечил титул «мисс Косово 2003».